# Françoise Deleu
Françoise Deleu est une chef décoratrice et décoratrice d'intérieur et d'extérieur française née en 1940 à Paris. Au cours de ses plus de vingt ans de carrière, elle a conçu l'environnement de plus d'une vingtaine de films.

## Biographie
Françoise Deleu débute en 1977 comme assistante décoratrice sur Le Couple témoin de William Klein et Mort d'un pourri de Georges Lautner. En 1983, elle est invitée par le réalisateur Just Jaeckin à créer les intérieurs du film Gwendoline avec André Guérin. Elle a souvent collaboré aux films du réalisateur Claude Zidi, par exemple Les Ripoux, Association de malfaiteurs, Ripoux contre ripoux, La Totale ! et Profil bas. En 1991, elle travaille sur un film franco-américain A Star for Two mettant en vedette Anthony Quinn. Au début de sa carrière, elle est également costumière dans le film Les Noces de porcelaine de 1975.

## Filmographie

### Cinéma
- 1975 : Les Noces de porcelaine de Roger Coggio
- 1977 : Mort d'un pourri de Georges Lautner
- 1977 : Le Couple témoin de William Klein
- 1984 : Gwendoline de Just Jaeckin
- 1984 : Les Ripoux de Claude Zidi
- 1986 : Flagrant Désir de Claude Faraldo
- 1987 : Association de malfaiteurs de Claude Zidi
- 1989 : Ripoux contre ripoux de Claude Zidi
- 1989 : Comédie d'été de Daniel Vigne
- 1991 : La Totale ! de Claude Zidi
- 1991 : A Star for Two de Jim Kaufman
- 1993 : Profil bas de Claude Zidi

### Télévision
- 1987 : Marc et Sophie
- 1989-1990 : Navarro
- 1992 : Notorious de Colin Bucksey